# Mascarpone
Mascarpone er en mild, cremet friskost af creme fraiche og fløde, der koaguleres med eksempelvis citronsyre og eventuelt tilsættes kærnemælk. Efter koaguleringen fjernes vallen uden presning eller lagring.
Mascarpone er mælkehvid og har en fast, smørbar konsistens og undertoner af kokos i smagen. Når den er frisk, lugter den af mælk og fløde, og den bruges ofte i stedet for smør til at give fylde i risotto. Mascarpone er desuden en af hovedingredienserne i tiramisu. Fedtprocenten ligger typisk omkring 40 % (80 % i tørstof).
Mascarpone bruges ofte som en specialitet i retter fra Lombardiet og stammer tilsyneladende fra området mellem Lodi og Abbiategrasso i Italien sydvest for Milano formentligt fra det 16.- eller 17. århundrede. Navnet siges at komme fra "mascarpa", et mælkeprodukt lavet af vallen fra stracchino , lagret ost eller af "mascarpia", det lokale udtryk for ricotta; det laves dog ikke på samme måde, og ricotta er modsat mascarpone baseret på valle.